# Piazzolla interpreta a Piazzolla
Piazzolla interpreta a Piazzolla es un álbum de estudio por el bandoneonista de tango argentino Astor Piazzolla y su Quinteto, grabado y editado en Argentina durante 1961, fue el primer álbum de Piazzolla editado por el sello RCA Victor. Por medio de un acuerdo con RCA, el músico tenía que grabar dos álbumes, uno con tangos bailables o más comercial, que fue Piazzolla... o NO? Bailable y apizolado, y el presente álbum, con arreglos a preferencia del músico. Ambos álbumes se editaron en 1961, y fueron grabados en los estudios RCA en calle Mitre al 1961, Buenos Aires, Argentina.

## Antecedentes
El Quinteto terminaría siendo a lo largo de la carrera de Astor Piazzolla la formación más clásica, después de cada intento de ampliación de octetos, orquestas, nonetos, el músico se terminaría decantando por un Quinteto nuevamente. También el Quinteto terminó convirtiéndose en una formación de tradición popular dentro de Argentina, y lo que para Piazzola en 1960 había resultado todavía inimaginable, en el tango del siglo XXI. La génesis del Quinteto porteño debe remontarse además al conjunto neoyorquino de 1959 (que combinó tango con percusión latina, siendo rigurosamente un sexteto aunque la percusión no se incluía en el recuento de los integrantes), tanto al Octeto Buenos Aires como a cierto culto al quinteto como formato, que puede rastrearse en el jazz a partir del bebop.

## Historia
Horacio Malvicino, guitarrista del quinteto, recuerda el debut en «Jamaica» un pequeño bar nocturno donde se tocaba jazz en Buenos Aires: «En esos días actuaba con éxito el trío Baby López Fürst con el Negro González y Astatira. Cuando íbamos a comenzar, los tres músicos en señal de protesta silenciosa por nuestra inclusión en la cartelera, se levantaron y se retiraron en silencio. Ellos solo escuchaban jazz». El productor ecuatoriano Ricardo Mejía estuvo presente esa noche. Mejía había sido enviado a la filial argentina de RCA Victor, quien fundó el grupo pop argentino El Club del Clan. Mejía escuchó al Quinteto y lo contrató para la RCA, con la idea de grabar un álbum "bailable", y otro al estilo y arreglos que prefiera el bandeodonista. El nombre de Mejía estuvo vinculado a leyendas negras dentro del tango argentino, como consecuencia de un mito que lo culpaba de haber mandado a incendiar una pila de cintas de grabaciones de tangos de RCA, un mito que era infundado. Los seguidores más acérrimos de Piazzolla tampoco le perdonarían a Mejía el hecho de "obligarlo" a grabar un álbum "comercial" como medio para registrar el álbum "libre", sin embargo, esto se ha sugerido como poco probable, en cambio lo más posible es que la producción de los dos discos fuera un acuerdo, que bien, pudo haber sido idea del productor como del músico.
Así se grabaron Piazzolla interpreta a Piazzolla y Piazzolla... o NO? Bailable y apizolado durante 1961, siendo este último el álbum "bailable" o más "comercial", que sirvió como puente para grabar el siguiente, que era más a libre elección del bandoneonista. Piazzolla interpreta a Piazzolla se grabó los días 28 y 30 de enero de 1961, en Buenos Aires, con todos los temas compuestos por Piazzolla a excepción de "Berretín" de Pedro Laurenz y "Guitarrazo" (acreditado al guitarrista del Quinteto, Malvicino). Es el primer álbum del Quinteto donde no hay temas cantados, probablemente porque se eligió que los mismos estuvieran en Piazzolla... o NO? Bailable y apizolado.

## Grabación
Piazzolla interpreta a Piazzolla se grabó en los estudios RCA, en calle Mitre al 1961, en Buenos Aires los días 28 y 30 de enero de 1961. El día 28 de enero se grabaron los tangos: "Adiós Nonino", "Tanguisimo", "Lo que vendrá", "La calle 92", "Calambre" y "Los poseídos", y el día 30 de enero se registró: "Berretín", "Contrabajeando", "Decarisimo", "Nonino", "Bando" y "Guitarrazo".

## Características
El único tema que viene de la época de las orquestas y el Octeto Buenos Aires es "Lo que vendrá", es testigo de los cambios en los arreglos en las diferentes grabaciones del presente LP y el EP que se grabó para el Octeto titulado Tango progresivo de 1956. Muchos rasgos de estilo que serían característicos en toda la producción posterior de Piazzolla aparecen por primera vez en el álbum: elementos temáticos fuertemente contrastantes, el uso de dobles cuerdas en el contrabajo y las cadenzas románticas en el piano, el fugato, la acentuación típica de la milonga aplicada como principio rítmico. Precisamente en "Lo que vendrá" se puede apreciar como Piazzolla recorre estilos y deja señas de sus preferencias, las clásicas del jazz, y del tango. En la citada pieza el violín remeda por unos compases al Béla Bartók del Cuarteto No. 3, con la repetición de un breve motivo en registros diferentes, las notas dobles y el leve portamento.

## Crítica
En una nota de 2005 del diario argentino Página/12 el escritor Fernando D'Addario dijo que: "Piazzolla interpreta a Piazzolla puede entenderse como el clímax de la búsqueda de ese nuevo lenguaje que guiaba los sueños del bandoneonista desde hacía años. Aquí sí tiene más sentido abrir el disco y encontrarse con «Adiós Nonino», en su primera versión grabada, que vale la pena contraponer –con las oscilaciones emocionales que aportan la vida y la muerte– con «Nonino». «Lo que vendrá» y «Calambre» son otros de los puntos altísimos de este trabajo".
El crítico Adam Greenberg del sitio web AllMusic dijo en una revisión de una reedición del álbum de los años 80 que: "como era de esperar, la interpretación es excelente, al igual que las composiciones en sí. (...) Los acordes profundos y los violines chirriantes comunes al nuevo tango de Piazzolla son evidentes desde el principio. Junto con esto, hay algunas influencias del piano de jazz y la guitarra tartamudeante del rock que se agregan en buena medida", pero termina concluyendo que: "en general, puede que no sea el mejor álbum de Piazzolla disponible, pero sin duda vale la pena escucharlo".

## Lanzamiento y reediciones
Piazzolla interpreta a Piazzolla se editó únicamente en 1961 en Argentina, una reedición española apareció en 1975 titulada simplemente como Astor Piazzolla por RCA, la primera reedición en CD se editó en 1992 en Argentina, mientras que la primera remasterizada apareció en Argentina y Europa en 2005.

## Lista de canciones
Todas las canciones escritas y compuestas por Astor Piazzolla, excepto donde se indica. 
| Lado A |                  |                                |          |  |
| N.º    | Título           | Escritor(es)                   | Duración |  |
| 1.     | «Adiós Nonino»   |                                |          |  |
| 2.     | «Berretín»       | Pedro Laurenz                  |          |  |
| 3.     | «Contrabajeando» | Aníbal Troilo, Astor Piazzolla |          |  |
| 4.     | «Tanguísimo»     |                                |          |  |
| 5.     | «Decarísimo»     |                                |          |  |
| 6.     | «Lo que vendrá»  |                                |          |  |

| Lado B |                |                   |          |  |
| N.º    | Título         | Escritor(es)      | Duración |  |
| 7.     | «La calle 92»  |                   |          |  |
| 8.     | «Calambre»     |                   |          |  |
| 9.     | «Los poseídos» |                   |          |  |
| 10.    | «Nonino»       |                   |          |  |
| 11.    | «Bando»        |                   |          |  |
| 12.    | «Guitarrazo»   | Horacio Malvicino |          |  |

## Créditos
- Astor Piazzolla - bandoneón
- Jaime Gosis - piano
- Kicho Díaz - contrabajo
- Horacio Malvicino - guitarra eléctrica
- Simon Bajour - violonchelo